# Atlapetes blancae
Atlapetes blancae là một loài chim trong họ Emberizidae.